# Mario Biondi
Mario Biondi (prawdziwne nazwisko Mario Ranno, ur. 28 stycznia 1971 w Katanii) – włoski wokalista i kompozytor muzyki jazz i soul. Charakteryzuje się głębokim, ciepłym głosem przypominającym głos artystów muzyki soul i blues takich jak Barry White, Isaac Hayes czy Lou Rawls.
Urodził się jako syn popularnego wokalisty, w dzieciństwie śpiewał w różnych małych chórach. Po wielu latach współpracy z różnymi włoskimi i międzynarodowymi artystami. W 2006 roku odniósł wielki sukces wydając w wytwórni Schema Records album Handful of Soul. W roku 2007 wydał dwupłytowy album o nazwie I love you more Live z nagraniami z koncertu na żywo. Jego album z roku 2009 zatytułowany jest If i był promowany przez singel Be Lonely.

## Dyskografia
- 2006: Handful of Soul
- 2007: I Love You More Live
- 2009: If
- 2010: Yes You Live
- 2011: Due
- 2013: Sun